# Reuilly (Indre)
Reuilly és un municipi francès, situat al departament de l'Indre i a la regió de Centre – Vall del Loira. L'any 2007 tenia 1.991 habitants.

## Demografia

### Població
El 2007 la població de fet de Reuilly era de 1.991 persones. Hi havia 890 famílies, de les quals 279 eren unipersonals (97 homes vivint sols i 182 dones vivint soles), 294 parelles sense fills, 232 parelles amb fills i 85 famílies monoparentals amb fills.
La població ha evolucionat segons el següent gràfic:
Habitants censats

### Habitatges
El 2007 hi havia 1.132 habitatges, 896 eren l'habitatge principal de la família, 83 eren segones residències i 154 estaven desocupats. 1.053 eren cases i 71 eren apartaments. Dels 896 habitatges principals, 676 estaven ocupats pels seus propietaris, 207 estaven llogats i ocupats pels llogaters i 14 estaven cedits a títol gratuït; 12 tenien una cambra, 57 en tenien dues, 185 en tenien tres, 299 en tenien quatre i 344 en tenien cinc o més. 527 habitatges disposaven pel capbaix d'una plaça de pàrquing. A 388 habitatges hi havia un automòbil i a 357 n'hi havia dos o més.

### Piràmide de població
La piràmide de població per edats i sexe el 2009 era:
| Homes | Edats   | Dones |
| ----- | ------- | ----- |
| 0     | 95 o +  | 0     |
| 8     | 90 a 94 | 4     |
| 24    | 85 a 89 | 40    |
| 16    | 80 a 84 | 28    |
| 60    | 75 a 79 | 72    |
| 36    | 70 a 74 | 64    |
| 60    | 65 a 69 | 56    |
| 60    | 60 a 64 | 44    |
| 36    | 55 a 59 | 32    |
| 88    | 50 a 54 | 56    |
| 60    | 45 a 49 | 60    |
| 96    | 40 a 44 | 92    |
| 60    | 35 a 39 | 60    |
| 40    | 30 a 34 | 64    |
| 80    | 25 a 29 | 44    |
| 40    | 20 a 24 | 52    |
| 64    | 15 a 19 | 84    |
| 64    | 10 a 14 | 36    |
| 40    | 5 a 9   | 80    |
| 44    | 0 a 4   | 28    |

## Economia
El 2007 la població en edat de treballar era de 1.229 persones, 875 eren actives i 354 eren inactives. De les 875 persones actives 786 estaven ocupades (418 homes i 368 dones) i 89 estaven aturades (42 homes i 47 dones). De les 354 persones inactives 168 estaven jubilades, 77 estaven estudiant i 109 estaven classificades com a «altres inactius».

### Ingressos
El 2009 a Reuilly hi havia 921 unitats fiscals que integraven 2.086 persones, la mediana anual d'ingressos fiscals per persona era de 16.934 €.

### Activitats econòmiques
Dels 90 establiments que hi havia el 2007, 1 era d'una empresa extractiva, 7 d'empreses alimentàries, 1 d'una empresa de fabricació d'elements pel transport, 5 d'empreses de fabricació d'altres productes industrials, 9 d'empreses de construcció, 21 d'empreses de comerç i reparació d'automòbils, 8 d'empreses de transport, 3 d'empreses d'hostatgeria i restauració, 1 d'una empresa d'informació i comunicació, 4 d'empreses financeres, 1 d'una empresa immobiliària, 11 d'empreses de serveis, 11 d'entitats de l'administració pública i 7 d'empreses classificades com a «altres activitats de serveis».
Dels 21 establiments de servei als particulars que hi havia el 2009, 1 era una gendarmeria, 1 oficina de correu, 2 oficines bancàries, 1 funerària, 3 tallers de reparació d'automòbils i de material agrícola, 1 taller d'inspecció tècnica de vehicles, 1 paleta, 1 guixaire pintor, 1 fusteria, 4 lampisteries, 1 electricista, 3 perruqueries i 1 restaurant.
Dels 11 establiments comercials que hi havia el 2009, 1 era un hipermercat, 1 un supermercat, 1 una botiga de més de 120 m², 2 fleques, 3 carnisseries, 1 una peixateria, 1 una botiga de mobles i 1 una joieria.
L'any 2000 a Reuilly hi havia 36 explotacions agrícoles que ocupaven un total de 2.024 hectàrees.

## Equipaments sanitaris i escolars
L'únic equipament sanitari que hi havia el 2009 era una farmàcia.
El 2009 hi havia 1 escola maternal i 1 escola elemental.

## Poblacions més properes
El següent diagrama mostra les poblacions més properes.